# Schizochilus sulphureus
Schizochilus sulphureus är en orkidéart som beskrevs av Rudolf Schlechter. Schizochilus sulphureus ingår i släktet Schizochilus och familjen orkidéer. Inga underarter finns listade i Catalogue of Life.